# Taï (underprefektur)
Taï är en underprefektur i Elfenbenskusten. Den ligger i departementet med samma namn, i den sydvästra delen av landet, 260 km väster om huvudstaden Yamoussoukro.